# Конституция Османской империи

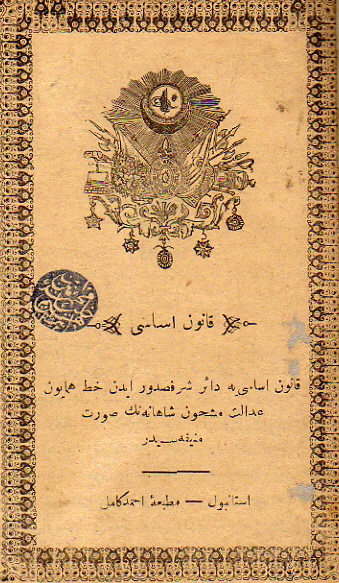
Обложка Османской конституции 1876 года.

Конституция Османской империи (осман. قانون أساسي‎ (в переводе на русский — «Основной закон»); фр. Constitution ottomane) — первая и единственная конституция Османской империи. Написанная членами организации «Новые османы» (особенно Мидхат-пашой, по имени которого нередко конституция Османской империи называется конституция Мидхата) во время правления султана Абдул-Хамида II (годы правления 1876–1909), конституция действовала с 1876 по 1878 год в период, известный как первая конституционная эпоха, и с 1908 года по 1922 года во вторую конституционную эпоху. После падения Абдул-Хамида в результате инцидента 31 марта в Конституцию были внесены поправки, предусматривающие передачу большей власти от султана и назначенного Сената всенародно избранной нижней палате: Палате депутатов.
В ходе своего обучения в Европе некоторые члены новой османской элиты пришли к выводу, что секрет успеха европейских стран заключается не только в её технических достижениях, но и в ее политических институтах. Более того, сам процесс реформ вселил в небольшую часть элиты веру в то, что конституционное правительство будет желательным сдерживающим фактором для автократии и предоставит им больше возможность влиять на политику. Хаотичное правление султана Абдул-Азиза привело к его свержению в 1876 году и, спустя несколько месяцев, к принятию конституции Османской империи, которую новый султан Абдул Хамид II обязался поддерживать.
Проект османской конституции султану Абдул-Хамиду II министром юстиции Мидхат-пашой 23 декабря 1876 года (7-го зильхидже 1293 года по мусульманскому календарю). Принятие первой в истории Османской империи конституции стало важным шагом на пути модернизации и либерализации Османского государства. Конституция провозглашала страну «конституционной монархией» и меняла повседневную жизнь граждан. Также в систему управления впервые в истории страны был включён сословно-представительный орган власти — парламент. До этого момента, достойного бюрократического аппарата, способного в соответствии с требованием времени снабжать государства представлением низших слоёв населения в правительстве, и уж тем более защищать их интересы не было. На новый парламент ликующее население возложило большие надежды.
После поражения Османской империи в русско-турецкой войне 1877—1878 годов султан Абдул-Хамид II решил отменить конституцию и в феврале 1878 года разогнал действующий парламент под предлогом «чрезвычайных полномочий» и «ненадобности парламента». Это позволило ему избежать новых выборов. Таким образом, страна вновь встала на путь абсолютной монархии.